# X Games de Invierno Aspen 2012
La XVI edición de los X Games de Invierno se celebró en Aspen (Estados Unidos) entre el 26 y el 29 de enero de 2012 bajo la organización de la empresa de televisión ESPN.
Se disputaron pruebas de esquí acrobático y snowboard.

## Medallistas de esquí acrobático

### Masculino
| Evento         | Oro                            | Plata                           | Bronce                             |
| -------------- | ------------------------------ | ------------------------------- | ---------------------------------- |
| Campo a través | Christopher Del Bosco · Canadá | Filip Flisar Eslovenia          | David Duncan · Canadá              |
| Big air        | Bobby Brown Estados Unidos     | Kai Mahler · Suiza              | Josiah Wells Nueva Zelanda         |
| Slopestyle     | Thomas Wallisch Estados Unidos | Nicholas Goepper Estados Unidos | Andreas Håtveit · Noruega          |
| Superpipe      | David Wise Estados Unidos      | Noah Bowman · Canadá            | Torin Yater-Wallace Estados Unidos |

### Femenino
| Evento         | Oro                          | Plata                          | Bronce                         |
| -------------- | ---------------------------- | ------------------------------ | ------------------------------ |
| Campo a través | Marte Gjefsen · Noruega      | Hedda Berntsen · Noruega       | Jenny Owens Australia          |
| Slopestyle     | Kaya Turski · Canadá         | Devin Logan Estados Unidos     | Anna Segal Australia           |
| Superpipe      | Rosalind Groenewoud · Canadá | Maddison Bowman Estados Unidos | Brita Sigourney Estados Unidos |

## Medallistas de snowboard

### Masculino
| Evento         | Oro                         | Plata                           | Bronce                      |
| -------------- | --------------------------- | ------------------------------- | --------------------------- |
| Campo a través | Nate Holland Estados Unidos | Nick Baumgartner Estados Unidos | Jayson Hale Estados Unidos  |
| Big air        | Mark McMorris · Canadá      | Torstein Horgmo · Noruega       | Sébastien Toutant · Canadá  |
| Slopestyle     | Mark McMorris · Canadá      | Sage Kotsenburg Estados Unidos  | Peetu Piiroinen · Finlandia |
| Superpipe      | Shaun White Estados Unidos  | Iouri Podladtchikov · Suiza     | Ryo Aono Japón              |

### Femenino
| Evento         | Oro                           | Plata                      | Bronce                      |
| -------------- | ----------------------------- | -------------------------- | --------------------------- |
| Campo a través | Dominique Maltais · Canadá    | Alexandra Zhekova Bulgaria | Maëlle Ricker · Canadá      |
| Slopestyle     | Jamie Anderson Estados Unidos | Enni Rukajärvi · Finlandia | Kjersti Buaas · Noruega     |
| Superpipe      | Kelly Clark Estados Unidos    | Elena Hight Estados Unidos | Hannah Teter Estados Unidos |